# Gal·les
El País de Gal·les o simplement Gal·les (gal·lès: Cymru, ( ? i  escolteu-ne la pronunciació en gal·lès); anglès: Wales) és una de les nacions que conformen el Regne Unit. Està situat a l'oest de l'illa de la Gran Bretanya, on limita a l'est amb Anglaterra i a l'oest amb el mar d'Irlanda i la mar Cèltica, que és part de l'oceà Atlàntic. Té una població total de 3,1 milions de persones i és un país amb doble oficialitat, les llengües oficials són el gal·lès i l'anglès. La capital i ciutat més gran és Caerdydd o Cardiff (305.000 habitants). Els ciutadans de Gal·les trien representants al Parlament gal·lès, la qual atén assumptes interns, i al Parlament del Regne Unit. El cap del govern a Gal·les és el primer ministre (First Minister), càrrec que ocupa actualment Mark Drakeford.
És una de les nacions celtes i posseeix una identitat cultural pròpia que es va conformar després de la retirada dels romans de la Gran Bretanya. La derrota de Llewelyn II per Eduard I al segle xiii va concloure la conquesta anglonormanda de Gal·les i va significar el començament de segles d'ocupació anglesa. El país va ser incorporat a Anglaterra mitjançant l'Estatut de Rhuddlan del 1284 i més tard per l'Acta d'Unió del 1536, creant l'entitat legal avui coneguda com a Anglaterra i Gal·les.
La capital i ciutat més gran és Cardiff (en gal·lès: Caerdydd), amb 320.000 habitants. Durant un temps va ser el principal port mundial del carbó i, durant alguns anys abans de la Primera Guerra Mundial, va tenir un trànsit més intens que Londres o Liverpool. Dos terços de la població viuen a Gal·les del Sud, amb una altra concentració a l'occident de Gal·les del Nord. Des del segle xix el país ha adquirit una reputació de lloc folklòric, la qual cosa es deu en part al renaixement de la tradició de l'Eisteddfod.
El 1216 Llywelyn el Gran va fundar el Principat de Gal·les. A principis del segle xv, és a dir cent anys després de la conquesta anglesa, Owain Glyndwr va restaurar breument la independència definint el caràcter modern del país. La família reial britànica ha concedit el títol de príncep de Gal·les al seu hereu al tron.

## Etimologia
El nom anglès del país procedeix del terme anglosaxó Walas o Wealas, que probablement ve de wealh, que vol dir «estranger no germànic». El nom nadiu, Cymru –del britònic Combrogi «[terra dels] compatriotes»– va ser adaptat en la forma Cambria, emprada en llatí i en l'anglès poètic.

## Història

### Prehistòria
El país de Gal·les (Cymru en gal·lès) ha estat habitat pels homínids moderns des de fa almenys 29.000 anys, encara que els assentaments estables en el territori no apareixerien fins a l'última Edat de Gel, quan van emigrar a l'illa caçadors-recol·lectors mesolítics provinents de l'Europa Central. Les glaceres van retrocedir a la regió cap al VIII mil·lenni aC, però el pas cap a l'Europa Continental es va mantenir fins al final de la glaciació, entre el V i el VI mil·lenni aC, quan Gran Bretanya es va convertir en una illa i es va formar el mar d'Irlanda, separant Gal·les d'Irlanda. Segons l'historiador John Davies, les llegendes sobre l'enfonsament de Cantre'r Gwaelod i els contes de Mabinogion, en què es diu que les aigües del mar d'Irlanda eren menys profundes, poden ser reminiscències d'aquest període.

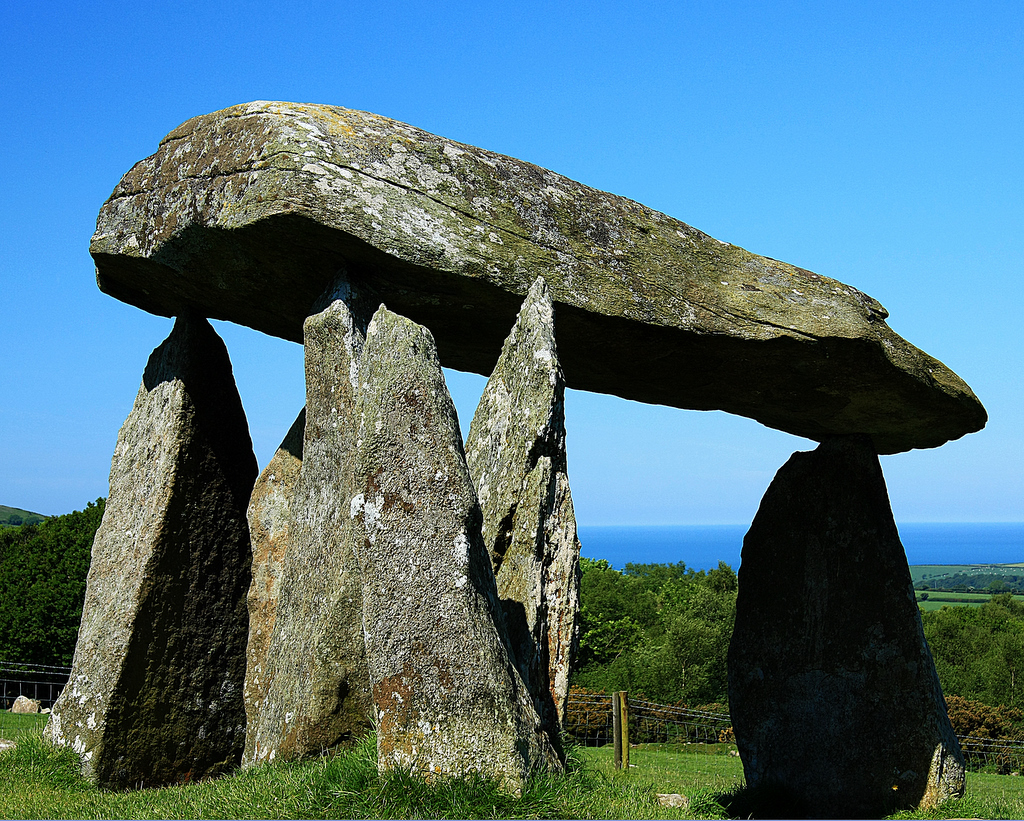
Dolmen neolític de Pentre IFAN.

Durant aquest període els boscos de la regió es van fer molt densos, la qual cosa que feia una frontera natural que dificultava comunicar amb la resta de l'illa. De la península Ibèrica van arribar per mar colonitzadors neolítics, que es van integrar amb els pobles ja presents i van afavorir la sedentarització dels habitants de la regió, dins el procés de la revolució neolítica.
Els nous pobladors van buidar els boscos per establir terres de pasturatge i de cultius, van desenvolupar tecnologies per a l'elaboració de ceràmiques i de tèxtils, i van construir cromlecs com els de Pentre Ifan, Bryn Celli Ddu i Parc Cwm long cairn.
Durant l'Edat del Bronze i del Ferro les cultures celtes de Gal·les van sostenir intercanvis amb les de la resta de l'arxipèlag. Durant la conquesta romana de Britànnia el país estava habitat per diferents pobles: els deceangles, els ordòvics, els cornovis, els dimetes i els silurs.

### Colonització
La conquesta romana va començar a Gal·les el 48. Dos dels grans pobles britans, els silurs i els ordòvics, es van resistir al domini romà durant alguns anys, però finalment els ordòvics van ser sotmesos l'any 79. Els pobles britans de l'època preromana ocupaven el territori actual de Gal·les, però també parts d'Anglaterra i del sud d'Escòcia, en el que seria la província romana de Britànnia fins a la retirada de les legions romanes a començament del segle v.

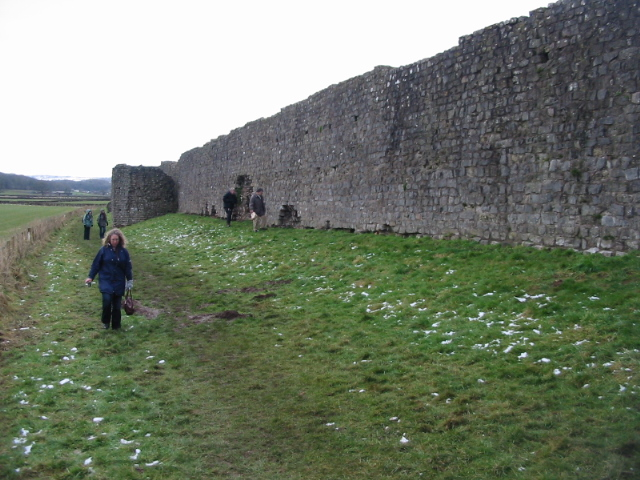
Mur meridional de la ciutat romana de Venta Silurum.

A Gal·les del Sud es va formar un cordó de fortins romans, que asseguraven un control territorial fins almenys Carmarthen, mentre extreien l'or de les mines de Dolaucothi a Carmarthenshire. Els romans van construir un fortí per a les seves legions a Caerleon, on encara hi ha les restes ben conservades de l'amfiteatre, i un altre a Venta Silurum (actual Caewent), que també té estructures en bon estat de conservació.
Com es reflecteix en el conte medieval Breuddwyd Macsen Wledig (El somni de Macsen Wleding), els romans també van penetrar a la zona septentrional del país. Segons diu la seva trama, Magne Màxim (Macsen Wledig), un dels últims emperadors romans d'occident, es va casar amb la filla d'un cap gal·lès de l'actual Caernarfon. Per la seva banda, el cristianisme va ser introduït a Gal·les durant el segle iv i la conversió religiosa no va deixar d'estendre's.
En els segles següents al territori de Gal·les es desenvoluparien petits regnes com Gwynedd, Powys, Glywysing, Gwent i Deheubarth, que succeirien al govern imperial a les terres altes. El desenvolupament d'aquesta cultura romanobritana va ser de fet la base del que en l'actualitat es coneix com a Gal·les. Amb la pèrdua de les terres baixes, els regnes anglesos de Mèrcia, Northúmbria i Wessex es van enfrontar als de Powys, Gwent i Gwynedd per redefinir les seves fronteres.

### Edat mitjana
Les terres meridionals i occidentals que van passar a mans dels anglesos van començar a ser anomenades en gal·lès Lloegyr (en l'actualitat Lloegr), que al principi només incloïen Mèrcia i més tard tota Anglaterra. Les tribus germàniques que van dominar aquesta regió van ser anomenades Saeson, és a dir "saxons".
Els anglosaxons anomenaven walha als romanobritans, és a dir 'estranger romanitzat'. Els gal·lesos van seguir anomenant-se brythoniaid (britons) fins i tot durant bona part de l'Edat Mitjana, encara que la primera vegada que es va emprar Cymru i Cymry va ser el 633 en el poema Y Gododdin, d'Aneirin. En l'Armes Prydein, del 930, les paraules Cymry i Cymro són emprades quinze vegades. Només fins a arribar al segle xii la paraula Cymry va ser més freqüent que Brythoniaid en la literatura gal·lesa.

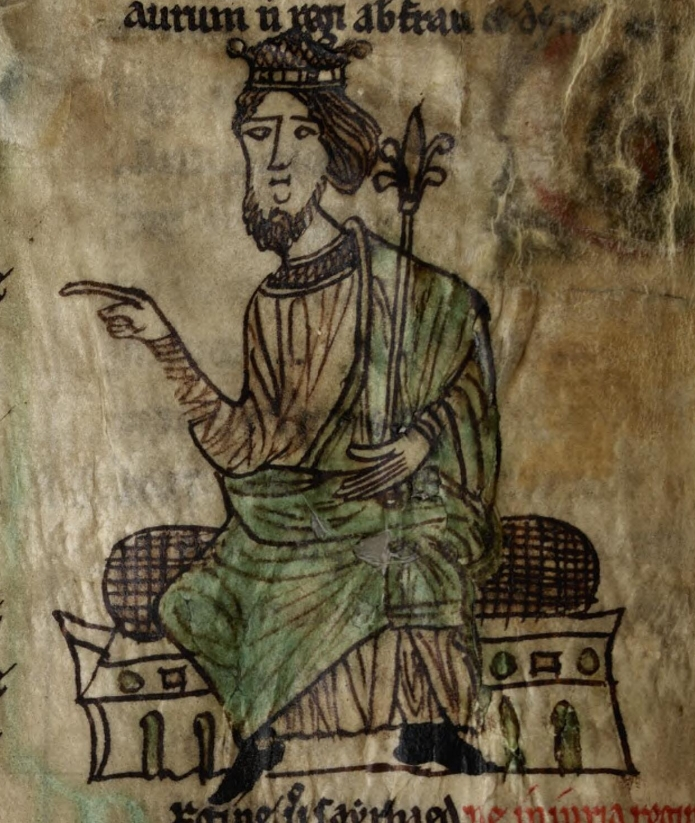
Hwyel el Bo, en el manuscrit Peniarth 28.

Des del 800 un seguit de matrimonis dinàstics van portar Rhodri el Gran al poder, en heretar Gwynedd i Powys. El seu regnat va abastar de l'any 844 al 878. Per contra, els seus fills van fundar tres dinasties (Aberffraw per Gwynedd, Dinefwr per Deheubarth, i Mathrafal per Powys), que es van oposar entre si. L'avi de Rhodri, Hywel el Bo, fundador de Deheubarth, va expulsar la dinastia Aberffraw de Gwynedd i Powys. Maredudd ab Owain de Deheubarth (el net de Hywel) aconseguiria expulsar-los de nou, tot i que de manera temporal.

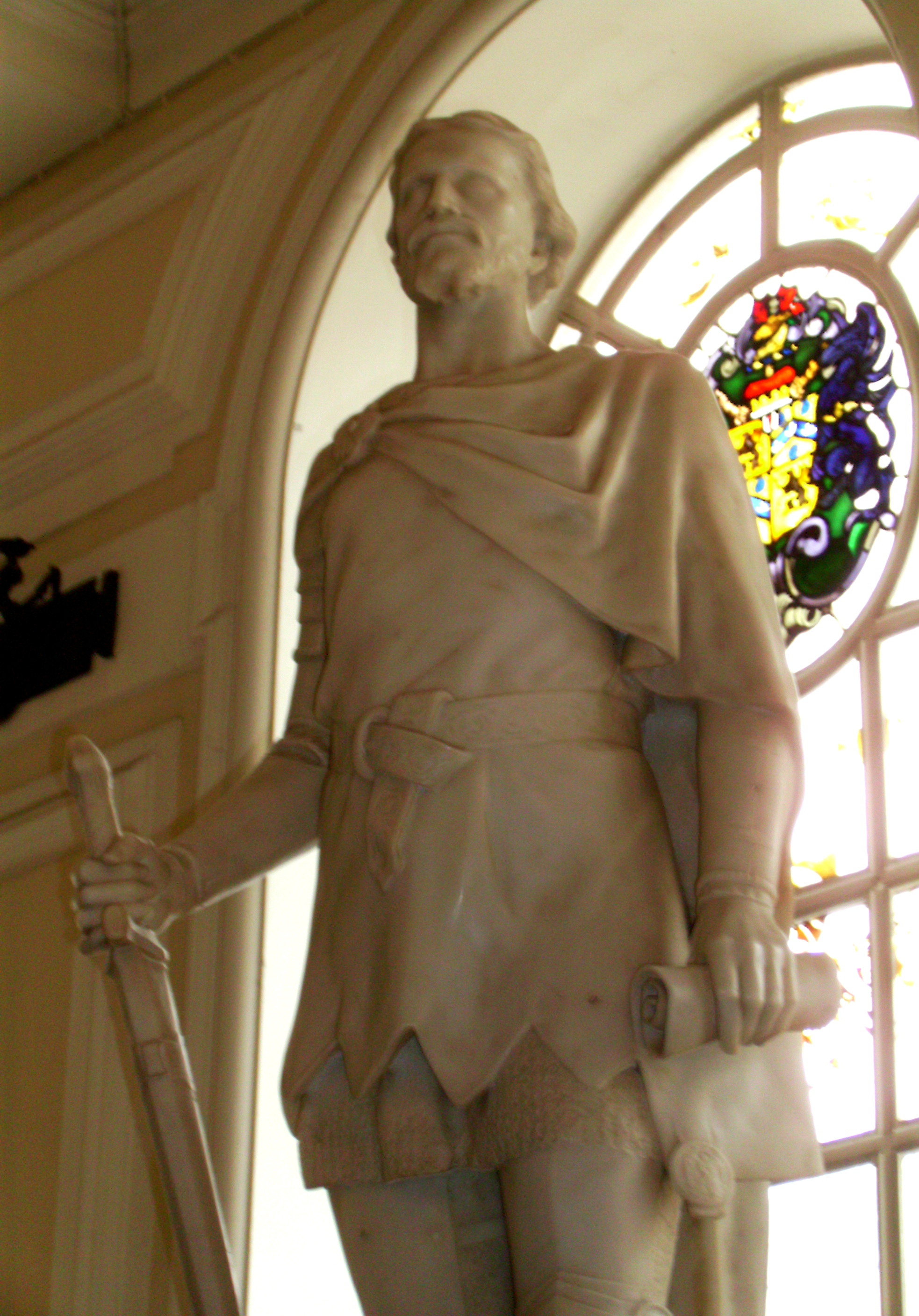
Escultura d'Owain Glyndwr, l'últim gal·lès nadiu amb el títol de príncep de Gal·les.

El net de Maredudd, Gruffydd ap Llywelyn, conqueriria els territoris dels seus cosins i estendria el seu regne fins a terres angleses. La importància històrica és perquè va ser el primer i únic monarca gal·lès que va regnar sobre tot el país des del 1057 fins al 1063. Owain Gwynedd, dels Aberffraw, va ser per la seva banda el primer monarca gal·lès amb el títol de princeps Wallensium (príncep de Gal·les). D'aquest període poden, així mateix ressaltar les invasions normandes, l'avantguarda va arribar a les fronteres gal·leses el 1067.
La dinastia Aberffraw cobraria protagonisme amb el net d'Owain Gwynedd, Llywelyn el Gran, que va realitzar negociacions favorables aprofitant la creació de la Carta Magna el 1215 i va rebre el jurament de fidelitat dels altres senyors gal·lesos el 1216 a Aberdyfi, fet que el convertí en el primer príncep de Gal·les. El seu net Llywelyn II també va ser reconegut com a tal per Enric III al Tractat de Montgomery el 1267 encara que després d'una sèrie de disputes que van incloure l'empresonament pels anglesos de la seva dona, Elionor, van acabar amb la primera invasió d'Eduard I. Després de la derrota militar el Tractat d'Aberconwy va establir la subordinació de Llywelyn a Anglaterra el 1277. El 1282 es va lliurar l'última batalla, que va acabar amb tota sobirania dels prínceps gal·lesos. Amb la mort de Llywelyn i la neutralització de tots els seus hereus potencials, els senyors gal·lesos restants van oferir les seves terres al rei anglès. Per consolidar les seves conquestes, Eduard va fer construir un seguit de castells, entre els quals destaquen els de Beaumaris, Caernarfon, i Conwy. Aquestes obres van provocar una disputa entre Llywelyn II i la corona anglesa i la Conquesta de Gal·les per Eduard I 1283 amb la mort de Dafydd ap Gruffydd, germà de Llywelyn.

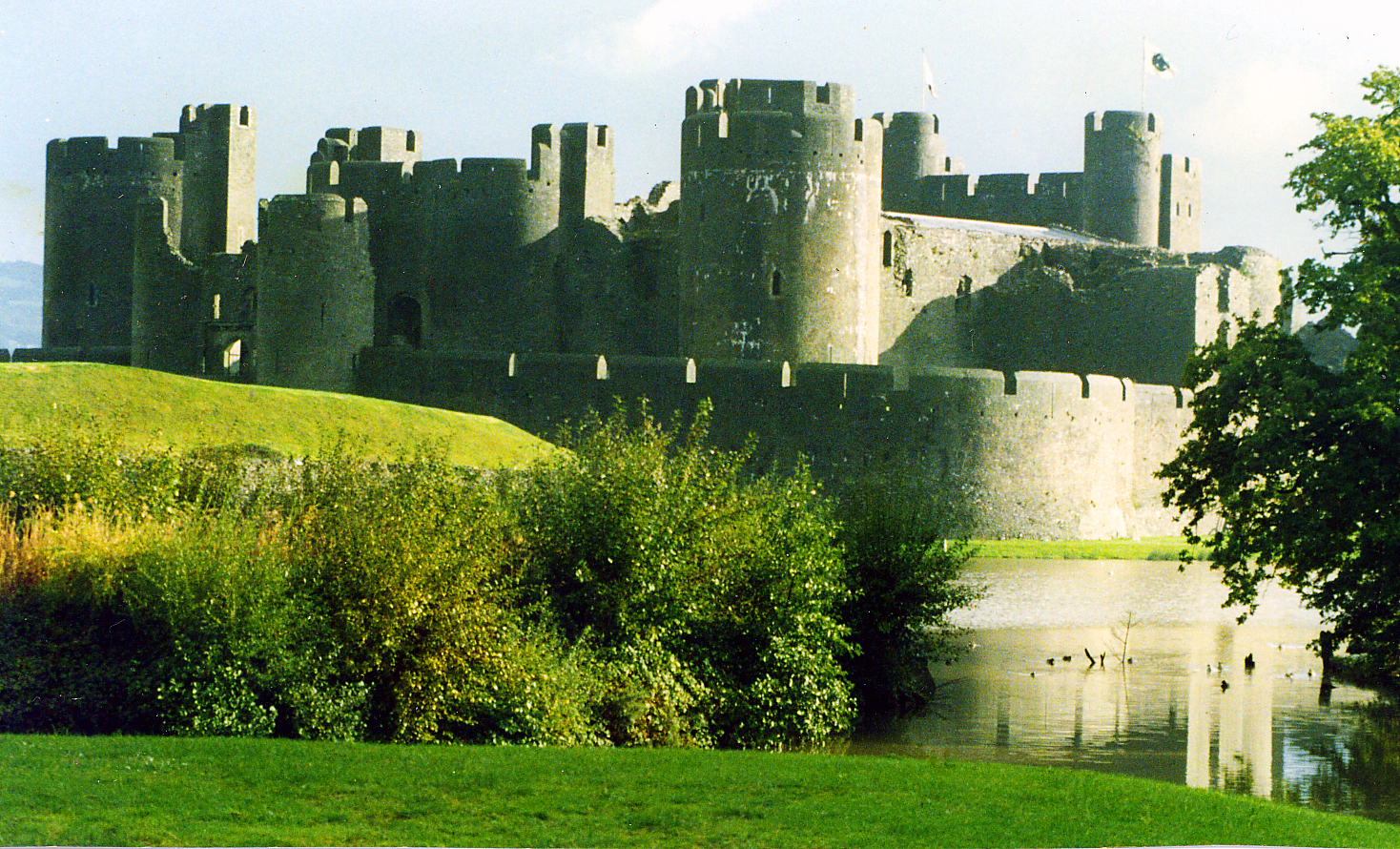
El Castell de Caerphilly

Després d'una revolta fallida el 1294 comandada per Madog ap Llywelyn, no es registren grans aixecaments fins al d'Owain Glyndwr, un segle més tard, contra Enric IV. El 1404 Owain va ser coronat príncep de Gal·les davant de representants de França, Espanya i Escòcia, després d'això va celebrar diverses assemblees parlamentàries en diverses localitats gal·leses. La rebel·lió va ser però, reprimida i Owain va haver d'amagar-se el 1412, normalitzant la situació a favor dels anglesos cap al 1415.
Encara que l'Estatut de Rhuddlan va definir la unió anglogal·lesa, aquesta només es va oficialitzar el 1536, quan la llei local va ser reemplaçada per l'anglesa mitjançant l'Acta d'Unió (1536).

### Delseglexvifins alseglexx
Durant el segle xvi la legislació gal·lesa va ser progressivament modificada per incorporar les estructures executives a Anglaterra. No obstant això, malgrat l'assimilació anglesa, els gal·lesos van mantenir la seva llengua i cultura. Durant el segle xviii Gal·les va ser afectat per dues importants reformes, la Revolució Industrial i el renaixement metodista.
Durant el segle xix, el sud-est va experimentar una ràpida industrialització i una explosió demogràfica. Aquestes zones van ser anglificades a causa de l'arribada massiva d'immigrants, a diferència dels territoris rurals, on es va conservar amb més força la cultura tradicional gal·lesa i la seva llengua. Així mateix, la zona va experimentar la influència del cristianisme metodista.
Després de la Segona Guerra Mundial Gal·les va experimentar un progressiu declivi a causa de la crisi de la indústria del carbó i del ferro. En l'àmbit polític la crisi va provocar que el Partit Liberal fos desplaçat del poder pel Partit Laborista.

### Despertar nacionalista
Durant aquest període els nacionalistes del partit Plaid Cymru, dirigits per Gwynfor Evans, van aconseguir per primera vegada representació al Parlament del Regne Unit el 1966, i van convertir la "devolució" de les institucions parlamentàries gal·leses en el seu principal objectiu polític. En el referèndum del 1979 va guanyar el vot negatiu, però el 1997 es va fer un altre referèndum en el qual va guanyar el sí per un estret marge, fet que va permetre la creació d'un Parlament gal·lès a Cardiff.

## Política: el nacionalisme gal·lès

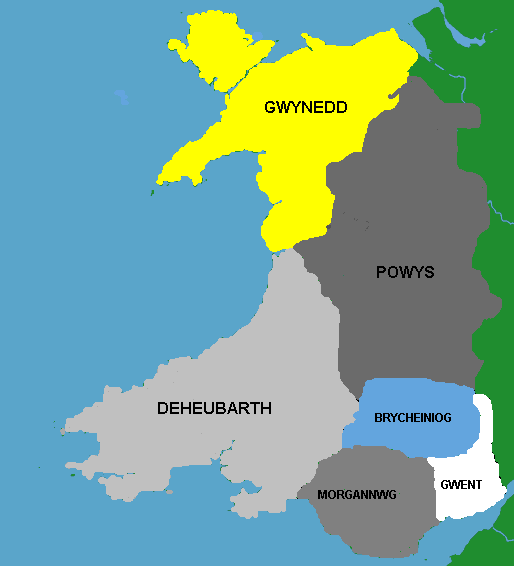
Els regnes medievals de Gal·les.

El nacionalisme gal·lès és un moviment que es va fer popular al segle xix i al llarg del segle xx. Generalment vol la independència de Gal·les dins del Regne Unit (que Gal·les sigui un estat lliure associat al Regne Unit amb la possibilitat de la independència total) o fora d'ell. Compta amb el vint per cent de suport en l'electorat de Gal·les. La història comença abans de la conquesta anglonormanda, el país de Gal·les estava dividit en diversos regnes. Ara i adés, reis com Hywel Dda i Rhodri el Gran aconseguien unificar alguns d'aquests regnes, però les terres quedaven dividides de nou quan morien aquells reis. El 1282, només Gwynedd va destacar, al rei del qual li va ser concedit el títol de príncep de Gal·les. Després de la derrota de Llywelyn l'Últim, per Eduard I d'Anglaterra, Gal·les va perdre el seu darrer regne independent i va quedar sotmès a la Corona anglesa, directament o indirecta. Tanmateix, Gal·les va conservar alguns vestigis de distinció del seu veí, com la llengua gal·lesa, la cultura, la llei i la duana. Fins a la victòria d'Enric VII a Bosworth el 1485, els gal·lesos es van rebel·lar en bastantes ocasions contra la Corona anglesa en una temptativa de guanyar la independència. La major rebel·lió va ser la del noble gal·lès Owain Glyndwr, que va guanyar el suport popular el 1400, i va derrotar una força anglesa a Plynlimon el 1401. Va ser proclamat popularment príncep de Gal·les, i va buscar l'ajuda dels francesos, però el 1409 les seves forces van ser derrotades i dispersades davant els continus atacs del rei Enric IV d'Anglaterra i a conseqüència d'això, es van imposar mesures més repressives al poble gal·lès. Glyndwr va desaparèixer, i el lloc on reposa la seva tomba avui dia és encara un misteri.
Al llarg del període de la conquesta anglesa els poetes gal·lesos van mantenir viu el somni de la independència. Això era conegut com a canu brud (poesia profètica), tractava sobre la idea d'un "mesies" conegut com a I Mab Darogan (el Fill del Destí) qui, no només eliminaria el jou anglès, sinó que a més reconqueriria tota la Gran Bretanya per als descendents dels restants pobles britans. Durant el regnat d'Enric VIII els drets del país de Gal·les van ser retornats, i formalment integrats en el sistema anglès legal. Les mesures repressives contra el poble gal·lès que existia des de la rebel·lió d'Owain Glyndwr, més d'un segle abans, van ser eliminades. Això també va donar la representació política al Parlament de Westminster per al país de Gal·les. Gal·les segueix compartint una identitat legal amb Anglaterra com l'entitat conjunta coneguda simplement com a Anglaterra fins al 1967 i Anglaterra i País de Gal·les des de llavors. Les lleis també van determinar la divisió del país de Gal·les en comtats, que va començar el 1282, i l'administració local establerta sobre el model anglès. Les lleis també tenien l'efecte de convertir l'anglès en la llengua a utilitzar en tots els organismes oficials. Això excloïa la major part dels gal·lesos de qualsevol oficina tret que ells adoptessin l'anglès d'una manera o altra.
El patriotisme, o una forma no polititzada de nacionalisme, va deixar una petjada forta al país de Gal·les, amb l'orgull de la seva llengua, duana i història comuna entre tots els nivells de la societat. Dues figures del segle xix són associades amb els principis del nacionalisme gal·lès en el sentit específic polític: Michael D. Jones (1822-1898) i Emrys ap Iwan (1848-1906). Inspirats per les revolucions del 1848 i el creixement del nacionalisme irlandès, ells van veure que el país de Gal·les era diferent d'Anglaterra tenint una llengua pròpia, que la gran majoria dels seus habitants parlava, i en una forma diferent de la religió cristiana que va afrontar molts problemes davant l'església estatal. Gradualment ells van començar a preguntar-se: ¿quina era la diferència entre nacions com Irlanda i Hongria, i el país de Gal·les que lluitava per ser lliure? Hi ha també alguna influència del nacionalisme escocès.
El nacionalisme va augmentar durant el segle xx al país de Gal·les, però no tant com a Europa, o Irlanda. En diverses vegades tant el Partit Laborista com el Partit liberal van demanar l'autonomia gal·lesa, o la independència. Va ocórrer amb el naixement del Plaid Cymru (Partit Nacionalista de Gal·les) el 1925, no obstant això, aquell intent d'independència gal·lesa del Regne Unit va ser fallit. L'elecció d'un govern laborista el 1997 va incloure un compromís de sostenir un referèndum per a l'establiment d'una Assemblea gal·lesa. El referèndum va ser guanyat per poca diferència, amb el Plaid Cymru, els Demòcrates Liberals i la major part de la societat gal·lesa cívica que donava suport a les propostes del govern laborista.

## Geografia i medi natural
Gal·les és un país força muntanyós situat al sud-oest de la Gran Bretanya. Limita amb Anglaterra a l'est, el mar d'Irlanda al nord-oest, el canal de Sant Jordi al sud-oest i el canal de Bristol al sud. En total Gal·les té uns 1.180 km de costa.
Els paisatges del nord i del centre de Gal·les són muntanyosos. Les muntanyes més altes de Gal·les estan a Snowdonia, de les quals cinc tenen aproximadament uns 1.000 m d'altitud. La més alta fa 1.085 m.
Brecon Beacons és un massís situat al sud (el cim més alt és el Pen-y-fan, a 886 metres) i enllaça amb les muntanyes Cambrianes al centre de Gal·les.
Gal·les té tres parcs nacionals: Snowdonia, Brecon Beacons i la costa de Pembrokeshire. I té cinc àrees de bellesa natural excepcional. La península de Gower va ser la primera àrea del Regne Unit que va ser declarada com a Area de Bellesa Natural Excepcional (AONB) el 1956. El 42% de les costes del sud-oest de Gal·les van rebre la denominació de costa pertanyent al patrimoni nacional.
Relleu

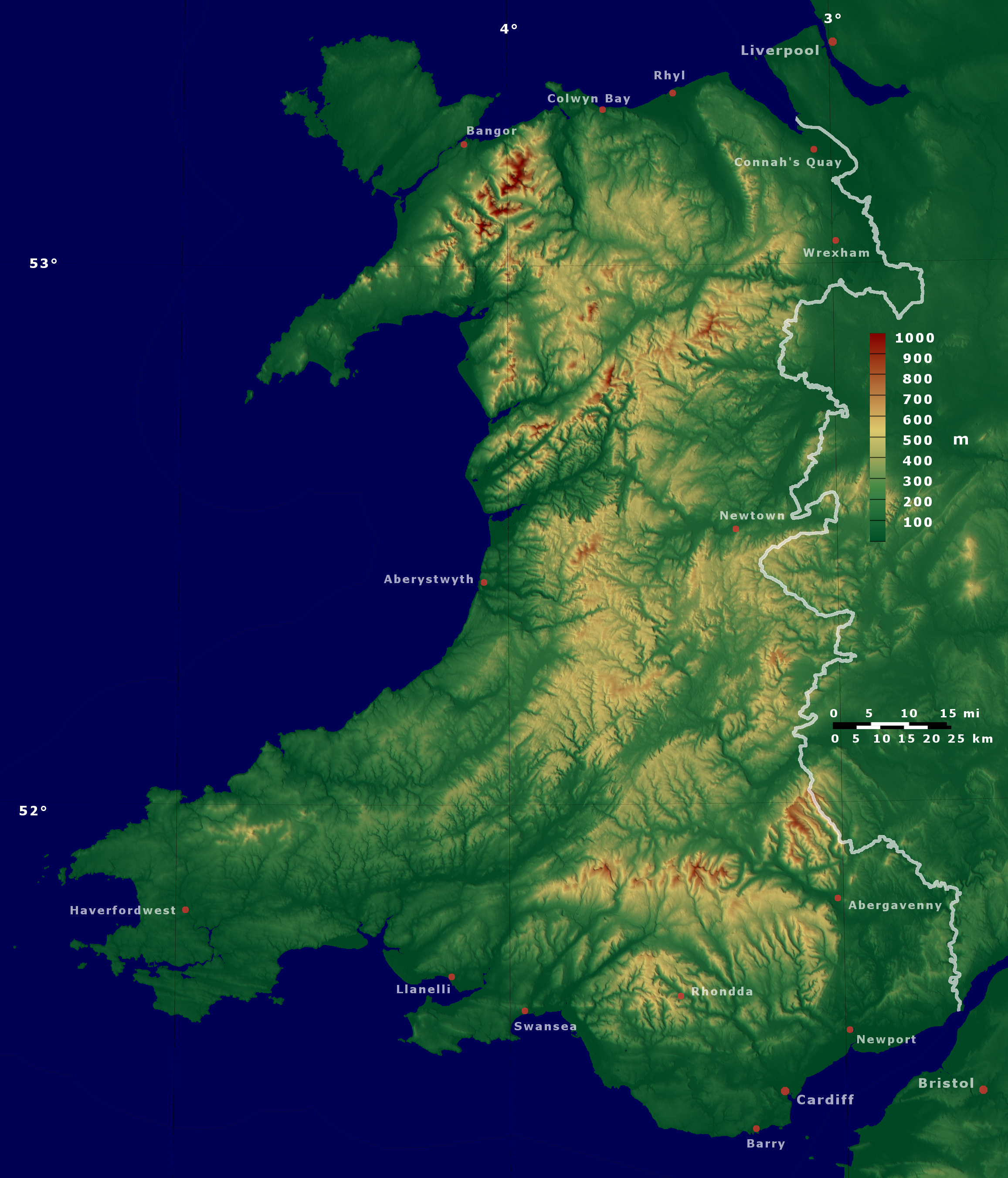
Mapa del relleu de Gal·les

Les principals muntanyes de Gal·les són les muntanyes Cambrianes (el cim més alt de les quals és el Snowdon, amb 1085 m., situat al nord del país) que travessen de nord a sud el país, i les Brecon Beacons (886 m.) i les Muntanyes Negres (811 m.)(ambdues situades al sud del país). La majoria de turons de Gal·les se situen entre els 300 i els 600 m d'altitud.
Donada la gran quantitat de turons, hi ha moltes valls amb els corresponents rius, sobretot al sud i est del país. Destaquen les valls dels rius: Gwy/Wye, Wysg/Usk, Dyfrdwy/Dee, Conwy, De, Tywi, Teifi, Cothi, Gorllewin, Hafren/Severn i Efyrhwy. Quant als llacs, els principals són: el Tegid, l'Efyrnwy, l'Alwen, el Pedarn i el Nant Y Moch.
Clima
Gal·les es troba dins de l'àrea corresponent al clima temperat. Té un clima marítim variable i és un dels països més humits d'Europa. El clima de Gal·les és normalment ennuvolat, humit i ventós, amb estius càlids i hiverns suaus. Els llargs dies d'estiu i els curts dies d'hivern són a causa de la latitud nord de Gal·les (entre 53° 43′ N i 51° 38′ N).
La diversitat geogràfiques del país són la causa de les diferències de radiació solar, de temperatura i de precipitació. La mitjana anual de temperatura costanera és de 10,5 °C i més baixa en les zones interiors (1 °C inferior). A mesura que pugem d'alçada el fred augmenta.
Les parts més altes de Snowdonia tenen una temperatura mitjana anual de 5 °C. Les temperatures a Gal·les, com a totes les costes del nord-oest d'Europa, es mantenen més altes de les que haurien de ser per la latitud a causa del corrent de l'Atlàntic Nord.
En llocs d'altitud baixa els estius tendeixen a ser càlids i assolellats, la temperatura mitjana està entre 19 °C i els 22 °C. Els hiverns tendeixen a ser bastant humits, però les precipitacions són rarament excessives, la temperatura normalment es manté per sobre de zero. El clima de la primavera i la tardor és bastant similar i les temperatures tendeixen a mantenir-se per sobre dels 14 °C. L'època de l'any més assolellada acostuma ser entre entre el maig i l'agost. La costa sud-oest és la regió més assolellada de Gal·les. Entre novembre i gener el cel acostuma a estar tapat, i les úniques àrees assolellades són les muntanyes. A les àrees costaneres hi predomina el vent del sud-est.
Els patrons de pluja mostren variacions importants, però en general, com més a l'oest més plou. A les zones baixes la pluja és impredictible en qualsevol època de l'any, encara que solen ser més curtes a l'estiu. La pluja anual a Snowdonia sol estar entre els 3.000 i els 5.000 mil·límetres. A l'hivern neva diverses vegades a les zones interiors, però és relativament poc habitual que nevi a la costa.
Les estadístiques de l'Oficina Meteorològica (Met Office) indiquen que Swansea és la ciutat més humida de Gran Bretanya (amb una mitjana anual de pluges de 1.360,8 mil·límetres) mentre que Cardiff és la cinquena, amb 908 mil·límetres de mitjana.
La temperatura màxima enregistrada a Gal·les ha estat de 35,2 °C i la mínima de -23,3 °C. L'indret més humit (que també és el més humit de tot el Regne Unit) és, amb una mitjana de 4.473 mil·límetres a l'any, a Snowdonia.
Fauna i flora
La fauna i la flora de Gal·les és força semblant a la de tota la Gran Bretanya. Degut a la llarga línia de costa, Gal·les té una gran varietat d'animals marins com: el tauró pelegrí, la foca grisa de l'Atlàntic, la tortuga llaüt, el dofí, la marsopa; i ocells marins com per exemple: baldrigues, gavines i corbs marins.
Pel que fa als rapinyaires, hi són comunes: l'esmerla, l'arpella pàl·lida i el milà reial, símbol nacional de la fauna de Gal·les. Més de dues-centes espècies diferents d'ocells han sigut censats en la reserva que la R.S.P.B. (Royal Society for the Protection of Birds) té a Conwy.
Els grans mamífers de Gal·les (ós, llop, gat salvatge) van ser exterminats pels normands. Alguns mamífers actuals són: la musaranya comuna, el talpó, el teixó, la llúdriga, l'eriçó i quinze espècies de ratpenats.
La costa de Pembrokeshire està catalogada com a àrea d'importància nacional pel que fa als dofins mulars. Un dels peixos d'aigua dolça més abundants és el salmó.
A les terres altes de Snowdonia hi trobem un ecosistema únic, on hi viuen algunes espècies de plantes alpines que es poden considerar relíquies preglacials, com el lliri de Snowdonia.

## Economia
El terreny, tant per l'elevació com per les pluges, no és gaire apte per al conreu. El blat i l'ordi es conreaven a les àrees costaneres i a la vall de Morgannwg, on s'alternen amb la civada. La majoria de les granges són petites, poques superen les 60 hectàrees, difícils de mecanitzar i que sobreviuen mercè als subsidis de la UE. Els boscos ocupen el 13% del país, vigilats per la Forestry Comission des del 1919, creada per l'explotació de la fusta. També hi ha pedreres de llicorella a Dinarwic (Eryri), que servien per a fer teulades de cases, i que ara són un producte de luxe. Els ports del sud també reben el petroli que es refina a Abertawe. I encara subsisteixen els alts forns de Glyneby Caerwent (Newport) i de Port Talbot, i també les mines d'antracita de Trefynwy.
Al nord del país, encara sobreviu la tradicional ocupació ramadera transhumant, des de l'estret de Menar fins als mercats dels Midlands anglesos, que a poc a poc han estat substituïts pels de Londres i les viles adjacents. Les ovelles hi foren introduïdes pels monjos del Cister, i des de ben antic hi fou important la producció de carn (el famós corder gal·lès, welsh lamb) i la llana, que facilitaria una petita indústria local llanera fins que aparegueren els teixits de Yorkshire. Però el sector primari ha perdut terreny davant el turisme.
L'economia gal·lesa s'ha basat tradicionalment en l'extracció minaire del carbó, amb una producció de fins a 14 milions de tones anyals (1985) i amb dues zones de dipòsit importants:
- Al nord, a Wrecsam, Ddinbych i Y Fflynt, explotada com a subsidiària de la siderúrgia i emprada amb el ferro de Bersham, que s'esgotà aviat com el ferro local. L'acer de Shotton (Y Fflynt) és de qualitat inferior, però és bo per produir gas, transformat a la central química de Ruabon, que alimenta les factories tèxtils a l'estuari del Dyfrdwy.
- Al sud, a Morgannwg, Gwent i Caerfyrddin, tot ocupant una zona de més de 1.500 kilòmetres quadrats. Es tracta d'antracita de molt bona qualitat, però és una producció subsidiària de la fosa del ferro.

D'aquesta manera, Gal·les ha pogut aplegar el 15% dels projectes d'inversió industrial del Regne Unit; hi ha delegacions de 280 companyies estrangeres amb 65.000 treballadors, dels quals uns 45.000 estan en empreses del Japó i dels EUA.
Darrerament, però, ha decaigut per la crisi general de la siderúrgia britànica. Els principals centres de producció siderúrgica eren Caerdydd, Abertawe, Newport, Merthyr Tydfil, Rhondda i Aberafon, més les lloseres de Caernarfon. Ara manté el 10% de la producció mundial del llautó i de la fibra òptica.

## Divisió administrativa
Gal·les es divideix en 22 autoritats unitàries:

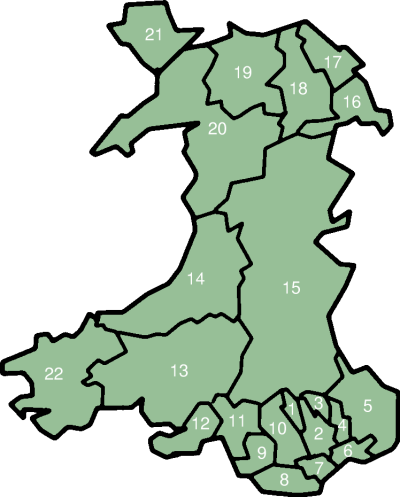
Divisió Administrativa de Gal·les

1. Merthyr Tudful
2. Sir Caerffili
3. Blaenau Gwent
4. Torfaen
5. Sir Fynwy
6. Newport (Casnewydd)
7. Cardiff (Caerdydd)
8. Bro Morgannwg
9. Pen-y-bont ar Ogwr
10. Rhondda Cynon Taf
11. Castell-nedd Port Talbot
12. Swansea (Abertawe)
13. Sir Gaerfyrddin
14. Ceredigion
15. Powys
16. Wrexham
17. Sir y Fflint
18. Sir Ddinbych
19. Conwy
20. Gwynedd
21. Anglesey (Ynys Môn)
22. Sir Benfro

## Demografia

Densitat de població del país de Gal·les.

El cens del 2011 mostrà que la població gal·lesa era la més elevada de tota la història, amb 3.063.456 habitants, amb un augment de 160.371 habitants respecte al 2001. La zona industrial es concentra al sud, al voltant de les ciutats de Cardiff, Swansea i Newport.
El cens del 2011 també preguntà la següent qüestió: «Com descriuries la teva identitat nacional?». Els 57,5% van respondre que llur única identitat nacional era la gal·lesa, un 7,1% tan gal·lesa com britànica i un 34,1% només britànica.
| Rànquing | Nom en anglès i (en gal·lès)    | Població |
| -------- | ------------------------------- | -------- |
| 1        | Cardiff (Caerdydd)              | 335.145  |
| 2        | Swansea (Abertawe)              | 179.485  |
| 3        | Newport (Casnewydd)             | 128.060  |
| 4        | Wrexham (Wrecsam)               | 61.603   |
| 5        | Barry (Y Barri)                 | 54.673   |
| 6        | Neath (Castell-nedd)            | 50.658   |
| 7        | Cwmbran (Cwmbrân)               | 46.915   |
| 8        | Bridgend (Pent-y-bont ar Ogwr)  | 46.757   |
| 9        | Llanelli (Llanelli)             | 43.878   |
| 10       | Merthyr Tudful (Merthyr Tudful) | 43.820   |

## Llengua

Persones que saben parlar gal·lès segons el cens del 2011.

A Gal·les hi conviuen dues llengües: el gal·lès, d'origen celta; i l'anglès, d'origen germànic.
L'anglès, en la seva variant dialectal gal·lesa, coneguda popularment com a Wenglish, és la de facto llengua principal del país de Gal·les, parlada per gairebé tothom.
El gal·lès, en canvi, ha sofert un període de substitució lingüística, tot i que és parlat per la majoria de la població a l'oest i al nord del país, tenint l'anglès com a segona llengua. Segons el cens del 2011, el 19% de la població gal·lesa sap parlar gal·lès, mentre que aquest percentatge era superior fa 10 anys (20,8%).
Els símbols de les carreteres estan en gal·lès i en anglès, i l'autoritat local decideix quina de les dues llengües té preferència en la retolació.